# 市立札幌平岸高等学校
市立札幌平岸高等学校（しりつ さっぽろひらぎしこうとうがっこう、Municipal Sapporo Hiragishi High School）は、北海道札幌市豊平区にある公立（市立）の高等学校である。前身となった北海道札幌石山高等学校についても述べる。

## 沿革
- 1950年
  - 4月1日 - 豊平町立北海道月寒高等学校石山分校として開校。
  - 7月24日 - 本校が北海道月寒高等学校に改称。北海道月寒高等学校石山分校となる。
- 1953年 - 北海道石山高等学校として独立。（豊平町立）
- 1961年 - 豊平町の札幌市合併により北海道札幌石山高等学校と改称。（札幌市立）
- 1980年 - 北海道札幌平岸高等学校が開校。札幌石山高等学校を統合する。
- 2005年 - 全日制普通科にデザインアートコースを開設。
- 2008年 - 定時制の募集を停止。
- 2010年 - 定時制を閉課。定時制の在校生は市立札幌大通高等学校へ転校。
- 2018年4月1日 - 市立札幌平岸高等学校に校名変更

## 教育課程
- 全日制課程
  - 普通科
    - 普通コース
    - デザインアートコース

## 主な行事
- 7月上旬：平高祭 - 平岸高校最大の行事。

## 部活動

### 運動部
- 野球部
- 男子バスケットボール部
- 女子バスケットボール部
- 男子バレーボール部
- 女子バレーボール部
- 男子テニス部
- 女子テニス部
- サッカー部
- 陸上部
- 卓球部
- 体操部
- 男子バドミントン部
- 女子バドミントン部

### 文化部
- 美術部
- 生物部
- 茶道部
- 華道部
- 写真部
- 書道部
- 吹奏楽部
- 軽音楽部
- アンプラグドギター部

### 外局
- 放送局
- 図書局
- 新聞局

### 同好会
- 数学同好会

## 立地
南区にほど近い。東に札幌市立平岸高台小学校、北に平岸霊園と隣接している。

## 交通
札幌市営地下鉄南北線澄川駅から徒歩10分

## 著名な出身者
- 伊福部崇（放送作家）
- 入澤拓也（エコモット創業者、北海道IT推進協会会長）
- 田中綾（北海学園大学教授）
- 遠山大輔（お笑いトリオ「グランジ」メンバー）
- 湊雅史（ドラマー）
- THE★米騒動（ロックバンド）
- 絵本美希（レモンエンジェル）
- 安田廉平（声優）
- 堤友香（フリーアナウンサー）
- 豊嶋啓亮（福島テレビアナウンサー）
- 宿谷涼太郎（カーリング選手）
- 濱大耀（サッカー選手）
- ひがし由貴（女優）